# Макартур (Каліфорнія)
Макартур (англ. McArthur) — переписна місцевість (CDP) в США, в окрузі Шаста штату Каліфорнія. Населення — 334 особи (2020).

## Географія
Макартур розташований за координатами 41°2′31″ пн. ш. 121°24′19″ зх. д. / 41.04194° пн. ш. 121.40528° зх. д. (41.041995, -121.405240).  За даними Бюро перепису населення США в 2010 році переписна місцевість мала площу 2,63 км², з яких 2,59 км² — суходіл та 0,04 км² — водойми.

## Демографія
Згідно з переписом 2010 року, у переписній місцевості мешкало 338 осіб у 127 домогосподарствах у складі 93 родин. Густота населення становила 128 осіб/км².  Було 143 помешкання (54/км²).
Расовий склад населення:
| - 64,2 % — білих - 4,4 % — корінних американців - 29,0 % — осіб інших рас |

До двох чи більше рас належало 2,4 %. Частка іспаномовних становила 35,2 % від усіх жителів.
За віковим діапазоном населення розподілялося таким чином: 26,9 % — особи молодші 18 років, 56,5 % — особи у віці 18—64 років, 16,6 % — особи у віці 65 років та старші. Медіана віку мешканця становила 39,6 року. На 100 осіб жіночої статі у переписній місцевості припадало 103,6 чоловіків;  на 100 жінок у віці від 18 років та старших — 107,6 чоловіків також старших 18 років.
За межею бідності перебувало 15,2 % осіб, у тому числі 0,0 % дітей у віці до 18 років та 0,0 % осіб у віці 65 років та старших.
Цивільне працевлаштоване населення становило 161 осіб. Основні галузі зайнятості: виробництво — 36,6 %, сільське господарство, лісництво, риболовля — 28,6 %, освіта, охорона здоров'я та соціальна допомога — 24,8 %.